# Simon de Sicilia
Simon de Hauteville (n. 1093, Palermo, Regatul Siciliei – d. 28 septembrie 1105, Mileto, Calabria, Italia) a fost conte de Sicilia din 1101 până la moarte.
Simon era unul dintre fiii contelui Roger Bosso de Sicilia cu Adelaida del Vasto, fiind succesor al tatălui său.
Cronicarul Alexandru din Telese relatează un episod care a avut loc în timpul copilăriei lui Simon și a fratelui său Roger:
După obiceiul copiilor, cei doi se îndeletniceau cu un joc cu monede, care s-a sfârșit printr-o încăierare. Pe când se luptau ei așa, fiecare cu câte un grup de băieți, cel tânăr, Roger, a ieșit biruitor. Ca urmare, el l-a luat în derâdere de fratele său Simon, spunându-i, "Ar fi cu mult mai bine dacă eu voi avea onoarea de a conduce în triumf după moartea tatălui nostru decât tine. Oricum, atunci când voi putea să o fac, te voi face pe tine episcop sau mai bine papă la Roma, lucru care de departe ți se potrivește mai bine".
Simon avea o vârstă fragedă atunci când a succedat în poziția de conte de Sicilia în 1101, astfel încât a domni sub regența mamei sale Adelaida. El a murit la doar 4 ani după aceea, în 1105. Moartea sa timpurie a permis fratelui său, Roger să îi succeadă.